# Rejectaria villosa
Rejectaria villosa är en fjärilsart som beskrevs av Druce. Rejectaria villosa ingår i släktet Rejectaria och familjen nattflyn. Inga underarter finns listade.